# P4 Jean Mérieux
Le laboratoire P4 Jean Mérieux Inserm, situé dans la ville de Lyon, est un laboratoire P4 de France, le seul civil. 

## Siège
Il est installé dans la tour Inserm Cervi (Centre européen de recherche en virologie et immunologie) à proximité des locaux de l'ENS de Lyon, au sein du quartier de Gerland dans le 7e arrondissement de Lyon (avenue Tony Garnier).

## Historique
Inauguré en 1999 par le président Jacques Chirac, il est financé à hauteur de 50 millions de francs par la famille de Jean Mérieux. Cette dynastie d'entrepreneurs lyonnais est à l'origine des entreprises Sanofi Pasteur (ancien Institut Mérieux), BioMérieux (diagnostic in vitro), Mérial (activité vétérinaire), Biomnis (ancien laboratoire Marcel Mérieux) et de l'organisme de formation humanitaire Bioforce.
En mars 2014, ce laboratoire a permis d'identifier la souche du virus Ebola responsable de l'épidémie en Afrique de l'Ouest.
Le 11 mai 2015, le Premier ministre Manuel Valls inaugure une extension du laboratoire de 200 m² et d'un coût de 11 millions d'euros. Cette extension (doublement de sa surface) permet notamment aux chercheurs de disposer d'une banque d'agents infectieux et de travailler sur des bactéries de haute dangerosité telles que des souches du bacille de Koch (tuberculose multi-résistante), mais aussi de disposer d'un espace de travail plus grand pour des expérimentations sur les virus déjà en cours d'étude.

## Organisation
Ce laboratoire appartenait à la Fondation Mérieux avant le transfert de sa gestion à l'Inserm en 2004. 
Le laboratoire se divise en trois sous-unités de recherche.

## Fonctionnement

### Structure
Les deux bâtiments sont en hauteur, posés sur pilotis afin de limiter au maximum l'accès au public ; le quartier Gerland étant un quartier à fortes densités de foules (présence de locaux universitaires, d'un stade de football ainsi que de la halle Tony Garnier à proximité du laboratoire). Posés sur une dalle antisismique, les bâtiments sont blindés et l'ensemble des accès comporte des codes confidentiels. Par ailleurs, les fenêtres sont incassables.

### Sécurité biologique
Le laboratoire joue un rôle important dans la surveillance épidémiologique et virologique. Il n'est pas réellement un laboratoire destiné aux travaux d'une équipe de recherche, il s'agit surtout d'une plate-forme technologique ouverte à l'ensemble de la communauté scientifique internationale. En France, il s'agit de la seule structure civile  pouvant permettre la recherche sur les virus P4. D'autres laboratoires, destinés à la clinique et au diagnostic, peuvent permettre des recherches sur des pathogènes de haute dangerosité, mais ne sont pas labellisés P4 (par exemple l'hôpital Bégin, dans le Val-de-Marne).
Le label « P4 » (Pathogène de classe 4) ou NSB4 (niveau de sécurité biologique 4) signifie que ce laboratoire répond aux normes internationales de sûreté biologique les plus drastiques et permet à des équipes internationales de chercheurs de travailler sur des agents pathogènes peu connus et dangereux.
Les principaux agents de classe 4 sont des virus générant soit des fièvres hémorragiques, comme Ebola, Lassa, Marburg, Congo-Crimée, soit des maladies infectieuses à haut pouvoir de dissémination et à haut taux de mortalité, comme la variole.
Les manipulations biologiques sont colligées et énoncées à l'oral (puis enregistrées) par le chercheur qui les réalise ; les chercheurs qui souhaitent s'y former et y travailler doivent suivre une formation préalable de trois semaines. 